# Guettarda stenophylla
Guettarda stenophylla är en måreväxtart som beskrevs av Ignatz Urban. Guettarda stenophylla ingår i släktet Guettarda och familjen måreväxter. Inga underarter finns listade i Catalogue of Life.